# 红箭-9反坦克导弹
红箭-9反坦克导弹是中国于1980年代末到1990年代末期研制的一种反坦克导弹，按中国国家军用标准武器装备命名规范其标准型号名称是“AFT-09”，是中国人民解放军装备的采用激光传输指令制导方式的直瞄型重型反坦克导弹。红箭-9反坦克导弹武器系统在1999年庆祝中华人民共和国成立五十周年阅兵式中首次公开亮相。该型导弹由中国北方工业公司负责外銷出口。

## 研制历史
最初于1980年代开始论证、技术储备，1988年立项研制，由于研制采用新技术较多至1995年才取得技术突破。于1999年正式公开露面。

## 设计
红箭-9反坦克导弹武器系统包括筒装导弹、由车载观瞄控制设备和车载发射设备组成的武器站等。导弹采用两级串联空心装药聚能破甲战斗部，弹体上装有可折叠的十字形弹翼和尾翼。采用光学瞄准、电视测角、激光传输指令的制导方式。发射导弹后，射手只需将瞄准十字线始终对准目标，制导装置会自动传输激光修正指令，控制导弹飞向目标。武器系统配有红外热成像仪，目标探测距离4000米，识别距离2500米，具备夜暗条件下作战能力。 
该导弹由4×4轮式装甲车车载发射，采用四联装筒形运输/发射箱，另备弹8枚，具有导弹自动装填装置，可伴随机械化部队一起行动，用于打击坦克等装甲目标。
红箭-9采用激光传输指令制导固有的弱点是抗雨雪烟雾能力较差。

## 型号
红箭-9基本型，静破甲深度1200mm均质钢板，穿甲威力320mm/68度，设计有效射程为100米~5000米，命中率大于90%。

### 红箭9A型
红箭-9A型是外贸型号，根据外国客户要求，于2002年确定开发，用于外销出口，可选用轻型装载底盘，制导体制由原有的激光传输指令改成了毫米波传输指令，对云雾和战场烟雾的穿透效果更好，指令传输链路抗环境干扰能力更强，制导站的集成化程度也更高。于2003年完成鉴定试验。

## 使用国
- 中华人民共和国
- 卢旺达 ：于2018年12月11日年度军事演习中展示，与眼镜蛇装甲车结合，作高机动反坦克系统使用[4][5][6]。
- 摩洛哥：海军陆战队裝備红箭-9A
- 毛里塔尼亚：裝備红箭-9A，但使用VN-21轻型轮式防护型陆基通用平台取代猛士CSK181